# 埃里温国立大学
埃里温国立大学，是亚美尼亚首都埃里温市的一所大学。

## 历史
创建于1919年5月16日，是亚美尼亚规模最大的大学，拥有150个系，教职工3,150人。

## 知名校友
- 谢尔日·萨尔基相，亚美尼亚总统
- 馬米孔·姆納察卡尼揚
- 謝爾蓋·梅爾格良
- 格格哈姆·格沃爾基揚
- 西魯紹，亚美尼亚女歌手